# Cordon litoral

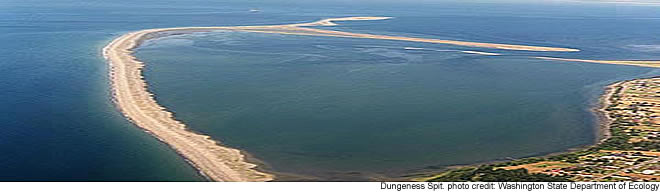

Un cordon litoral sau un perisip este o fâșie de uscat care desparte o lagună sau un liman de mare.